# Cor Braasem
Cornelius (Cor) Braasem (Soemoeran, 15 mei 1923 - Alicante, 14 februari 2009) was een Nederlandse oud-waterpolospeler en -coach. Hij nam als sporter tweemaal deel aan de Olympische Spelen. Met het nationale team werd hij in 1950 Europees kampioen.
Cor Braasem nam als waterpoloër tweemaal deel aan de Olympische Spelen van 1948 en 1952. In 1948 won hij brons met het Nederlandse team, in 1952 werden zij op ongelukkige wijze vijfde. In 1948 was hij tevens aanvoerder van het team. In de competitie speelde Braasem voor HZ Zian en de Spaanse clubs Club Natació Barcelona en Club Natació Manresa.
In 1953 werd Braasem coach in Barcelona en van 1959 tot 1962 was hij bondscoach van Nederland. Braasem is ook actief geweest als sportverslaggever, onder meer in 1968 op de Olympische Spelen in Mexico.
Op 14 februari 2009 stierf Cor Braasem in het Spaanse Alicante, op 85-jarige leeftijd.
Cor Braasem · 
Joop Cabout · 
Ruud van Feggelen · 
Henny Keetelaar · 
Nijs Korevaar · 
Joop Rohner · 
Frits Ruimschotel · 
Piet Salomons · 
Frits Smol · 
Hans Stam
Gerrit Bijlsma · 
Cor Braasem · 
Joop Cabout · 
Ruud van Feggelen · 
Max van Gelder · 
Nijs Korevaar · 
Frits Smol